# Cladonia strepsilis
Cladonia strepsilis (Ach.) Vain. (1894), è una specie di lichene appartenente al genere Cladonia,  dell'ordine Lecanorales.
Il nome proprio deriva probabilmente dal greco στρέψις, strèpsis, che significa cambiamento, evoluzione, intreccio, alludendo all'aspetto intrecciato dei podezi.

## Caratteristiche fisiche
Il tallo primario ha delle squamule di lunghezza fino a 2 centimetri, a forma di piccoli cuscinetti abbastanza consistenti ed estesi. I podezi sono generalmente di forma cilindrica, corti del tutto senza calici; la cortex è ricoperta di verruche o piccole scaglie. I suoi caratteri distintivi sono abbastanza generici per il genere e la rendono facile da confondere con altre specie di Cladonia ad un occhio non esperto.
Il fotobionte è principalmente un'alga verde delle Trentepohlia.

## Habitat
Questa specie ha bisogno per la crescita di un clima temperato freddo o montano di tipo boreale. Si rinviene su substrato acido, spesso in luoghi soleggiati su rocce silicee o in luoghi ombreggiati con briofite. Predilige un pH del substrato molto acido o con valori intermedi fra molto acido e subneutrale. Il bisogno di umidità è piuttosto igrofitico.

## Località di ritrovamento

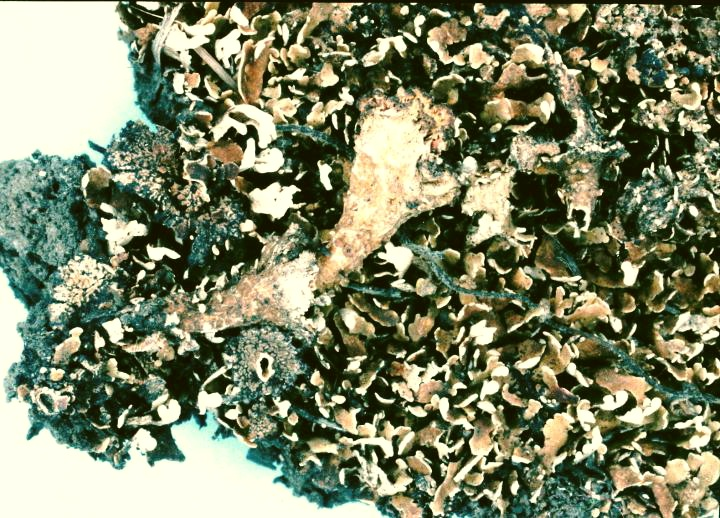
Cladonia strepsilis

La specie è pressoché cosmopolita, ed è stata rinvenuta nelle seguenti località: 
- Germania (Turingia, Meclemburgo, Brandeburgo, Baden-Württemberg, Essen, Bassa Sassonia, Renania Settentrionale-Vestfalia, Schleswig-Holstein, Sassonia, Baviera, Amburgo, Renania-Palatinato);
- USA (Connecticut, Alabama, Michigan, Rhode Island, Pennsylvania, Virginia Occidentale, Distretto di Columbia, Maine, Maryland, New Jersey, Carolina del Sud, Vermont, Wisconsin, Illinois, Louisiana, Arkansas, Nuovo Messico, New York, Ohio, Texas, Arkansas, Delaware);
- Brasile (Paraná (stato), Rio Grande do Sul);
- Spagna (Castiglia e León);
- Austria (Stiria);
- Cina (Heilongjiang);
- Danimarca, Finlandia, Giappone, Gran Bretagna, Groenlandia, Guyana, Irlanda, Islanda, Lussemburgo, Mongolia, Norvegia, Paesi Bassi, Polonia, Portogallo, Repubblica Ceca, Romania, Svezia, Taiwan, Tunisia, Ungheria, Uruguay.

In Italia è presente, ed è alquanto rara, in tutto il Trentino-Alto Adige e nelle zone lombarde alpine e prealpine; estremamente rara nelle zone settentrionali del Friuli e in buona parte della Liguria.

## Tassonomia

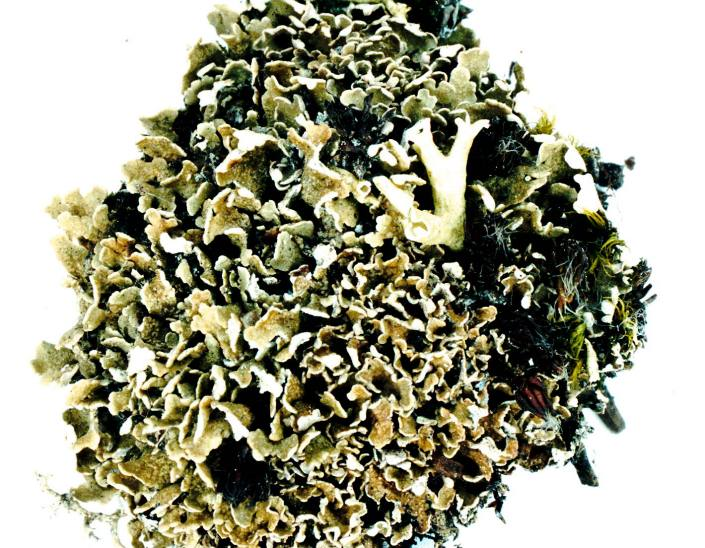
Cladonia strepsilis

Questa specie è inserita attualmente da vari autori nella sezione Strepsiles; secondo altri, invece, andrebbe attribuita alla sezione Perviae; a tutto il 2008 sono state identificate le seguenti forme, sottospecie e varietà:
- Cladonia strepsilis f. compacta
- Cladonia strepsilis f. coralloides Vain.
- Cladonia strepsilis f. sterilis Anders (1936).
- Cladonia strepsilis f. strepsilis (Ach.) Vain. (1894).